# Château de Borey
Le château de Borey, de style classique, est représentatif des demeures seigneuriales construites en Franche-Comté avant la Révolution à partir du XVIe siècle. Il se situe dans le département de la Haute-Saône, sur la commune de Borey.

## Histoire
L'existence d'un bâtiment primitif, vraisemblablement sous la forme d'une maison forte, est attestée par les archives qui font état dans un traité de 1603 d'une pièce de pré joignante à la douve du fossé du Château. En installant la construction au Sud du village, en bordure du ruisseau du Bief et de celui issu de la source des Noues, les premiers seigneurs ont tiré profit de ces deux cours d'eau, se rejoignant en aval, pour constituer une protection défensive. Les fossés ouverts au Nord et à l'Ouest seront postérieurement comblés, le Château actuel datant dans sa partie la plus ancienne de la fin du XVIe siècle. La famille Tranchant, devenue ensuite Tranchant de la Verne, va procéder à des restaurations et modifications durant les XVIIe siècle et XVIIIe siècle, avec notamment l'adjonction d'un corps de bâtiment à l'arrière du corps de logis initial. Durant la Révolution, le Château va servir de salle commune, les citoyens actifs de la commune se réunissant le 18 novembre 1790 et le 11 novembre 1791 dans le poille du château pour élire le maire. Un bataillon de volontaires s'y installe le 29 décembre 1791 et fait main basse sur le mobilier parmi lequel se trouvent les livres et l'argenterie du curé Alix insermenté qui a fui le village. Le 10 janvier 1792, les habitants réunis au son du tocsin, constatent qu'un incendie a pris dans une chambre en raison du trop grand feux que les volontaires ont fait dans la dite chambre où il y causé un dommage considérable. La tour Est perdra sa toiture dans ce sinistre et elle sera reconstruite à moindre hauteur, ne retrouvant son allure première qu'en 2006. Vendu comme bien national au citoyen Goulut, ancien fermier des seigneurs, le château sera divisé entre plusieurs propriétaires jusqu'à sa restauration récente par les actuels occupants.

## Description
Le château, propriété privée, se compose d'un long corps de logis à un étage, orienté est-ouest, encadré par deux pavillons ou tours faisant saillie. En son centre, une porte cochère en arc en plein cintre donnait sur l'arrière du bâtiment. En son fronton figurent la date de 1684 et deux blasons surmontés d'une couronne, martelés à la Révolution. L'ensemble est d'une grande sobriété. La partie arrière, édifiée au XVIIIe siècle renfermait la chapelle. Elle a été entièrement reconstruite à la suite d'un incendie au XIXe siècle. Les communs, situés à l'avant du corps de logis principal, datent des XVIIe siècle et XVIIIe siècle.

## Galerie

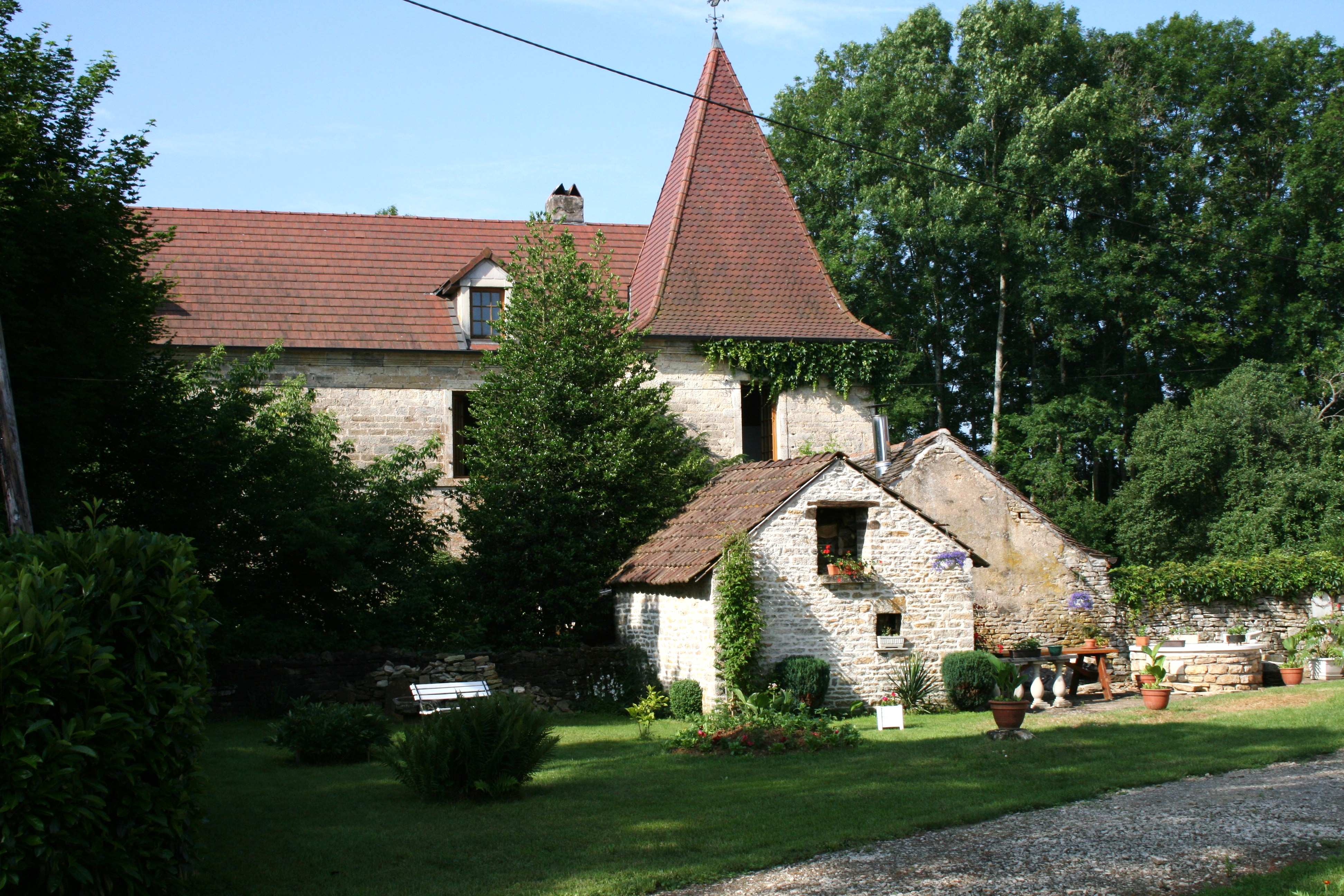
Partie ouest du château.
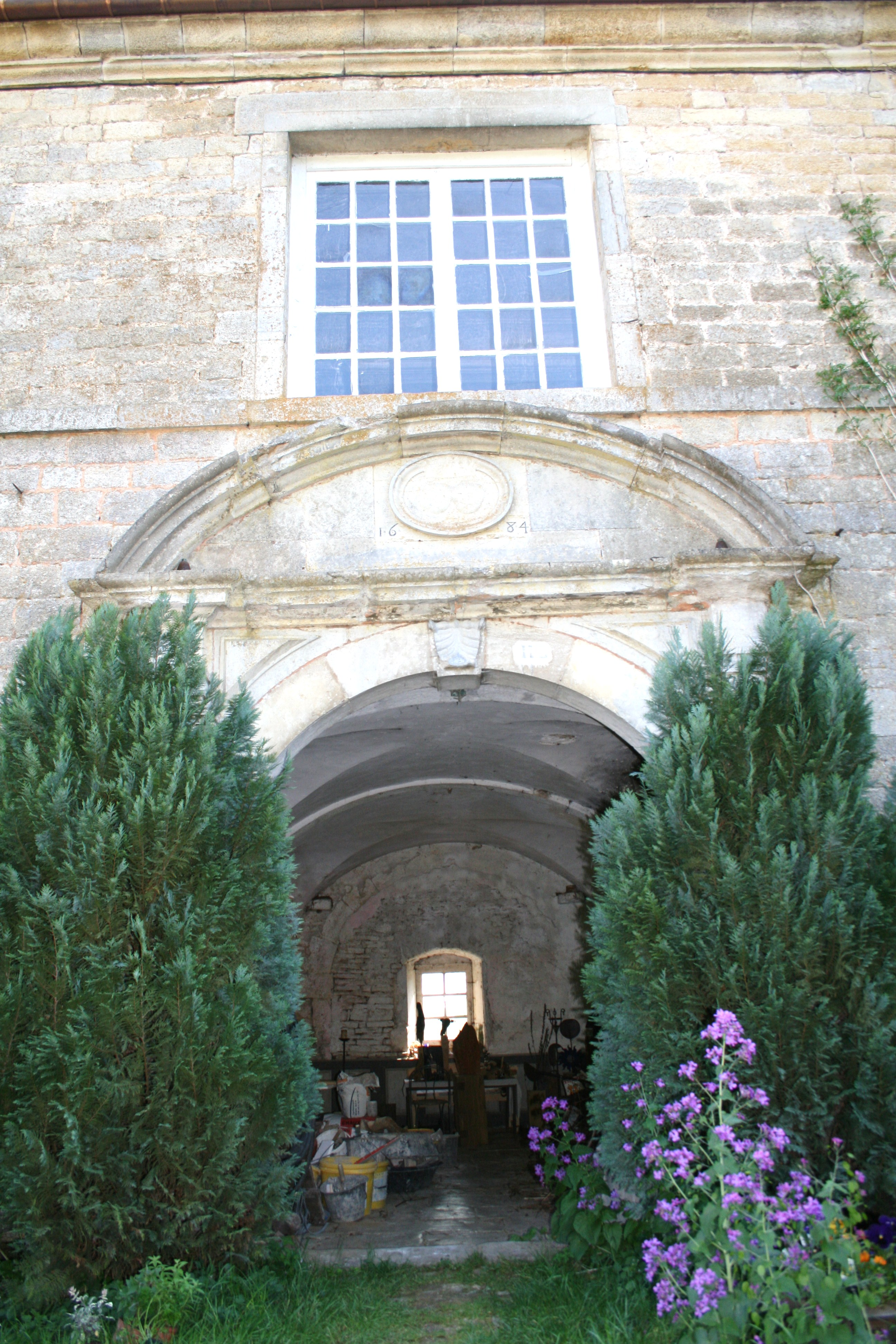
Porte cochère.
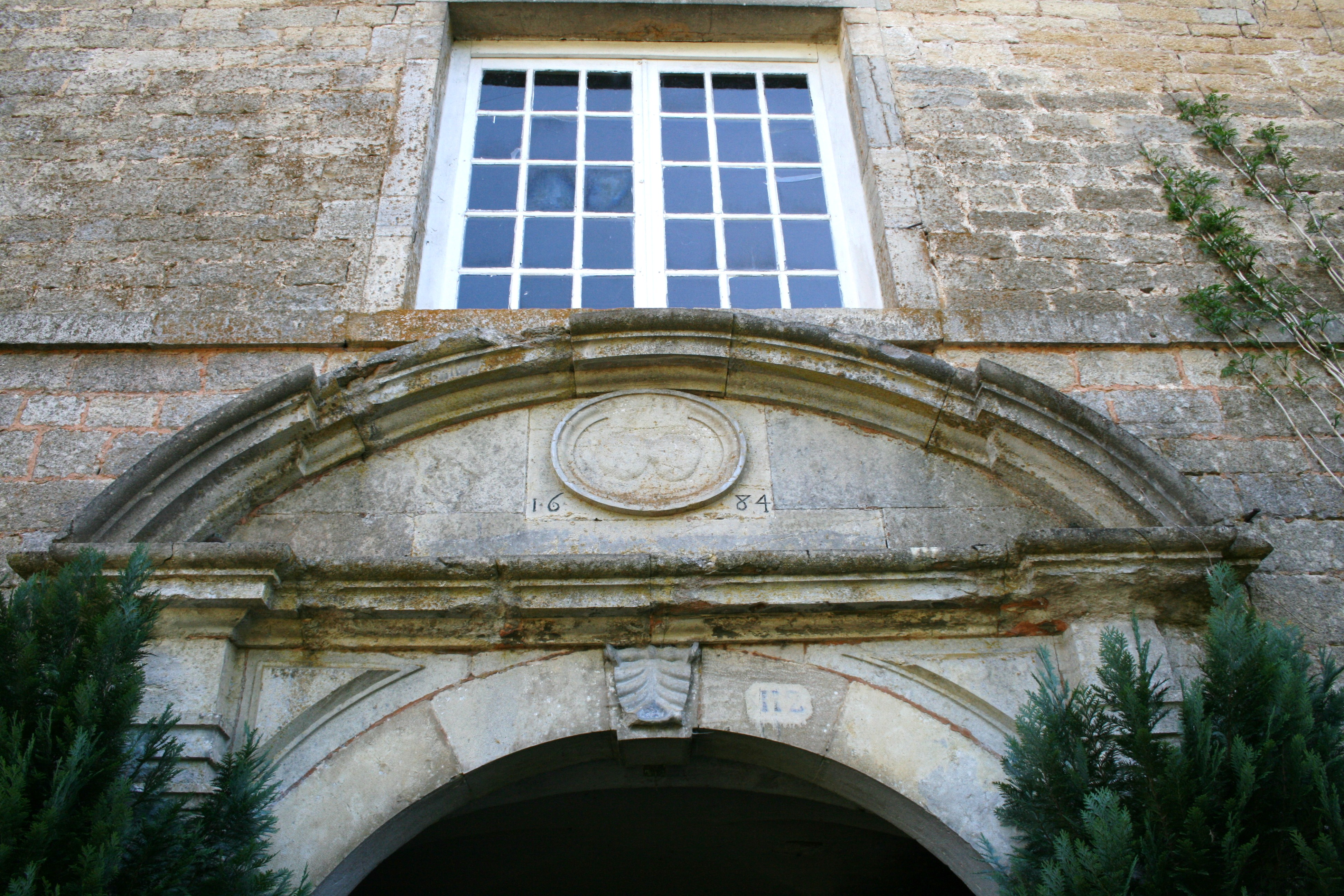
Fronton.
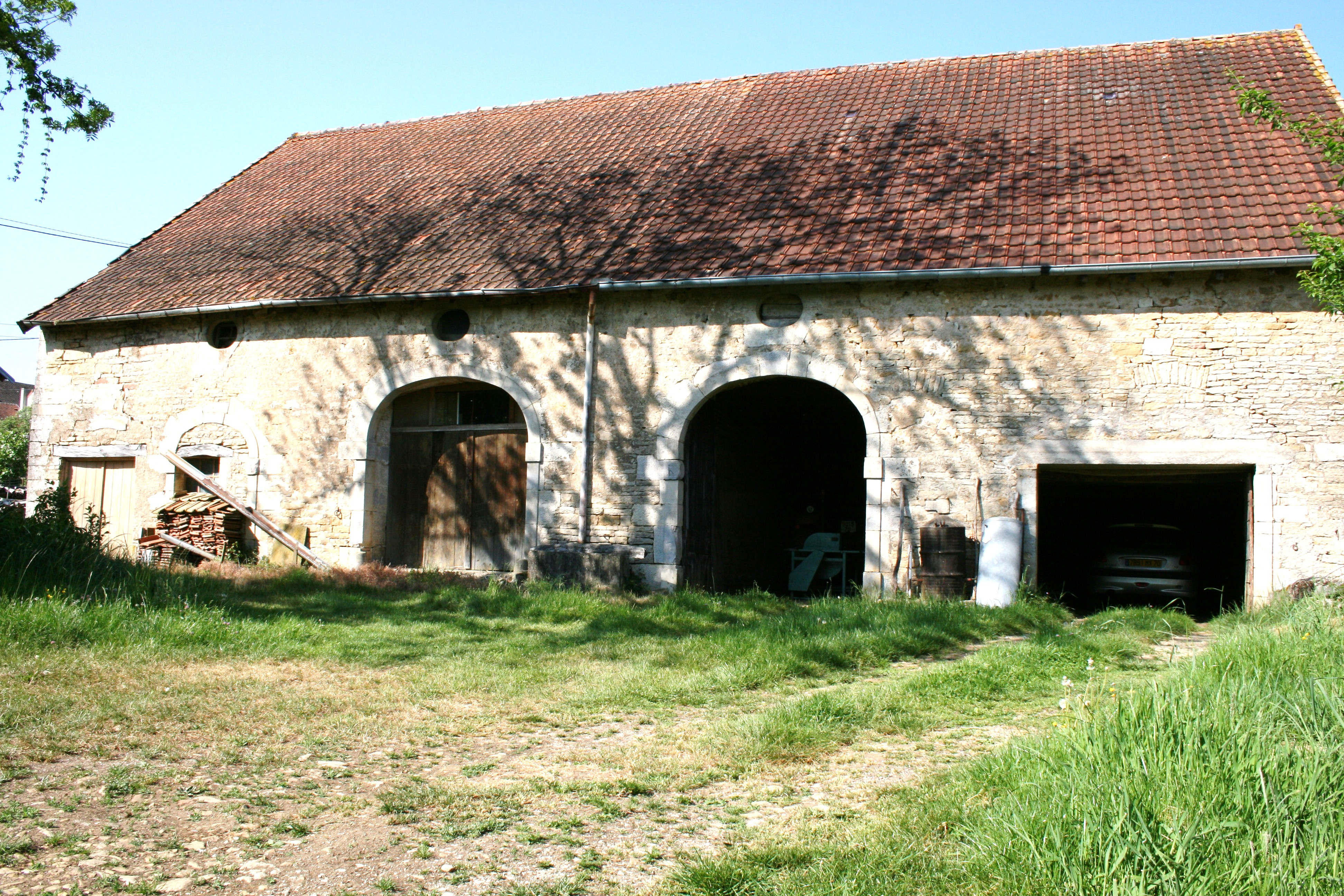
Anciennes écuries.

## Sources
- Dictionnaire des Châteaux de France, Franche-Comté Pays de l'Ain Françoise, Vignier Imp.Berger-Levrault Nancy 1979
- Archives départementales de la Haute-Saône